# Parque nacional Karijini
El Parque Nacional Karijini es un parque nacional ubicado en la Cordillera Hamersley de la región de Pilbara al noroeste de Australia Occidental. Está situado aproximadamente a 1.055 km de Perth. Anteriormente recibía el nombre de Parque Nacional Hamersley.
Durante la primavera de 2006 los incendios forestales consumieron cerca de 60.000 ha de bosque. El parque estuvo cerrado al público hasta principios de diciembre de 2006.

## Ficha
- Área: 6.274 km²
- Coordenadas: 22°40′22″S 118°12′53″E / -22.67278, 118.21472
- Fecha de Creación: 1969
- Administración: Departamento de Conservación y tierras de Australia Occidental
- Categoría IUCN: II

## Véase también

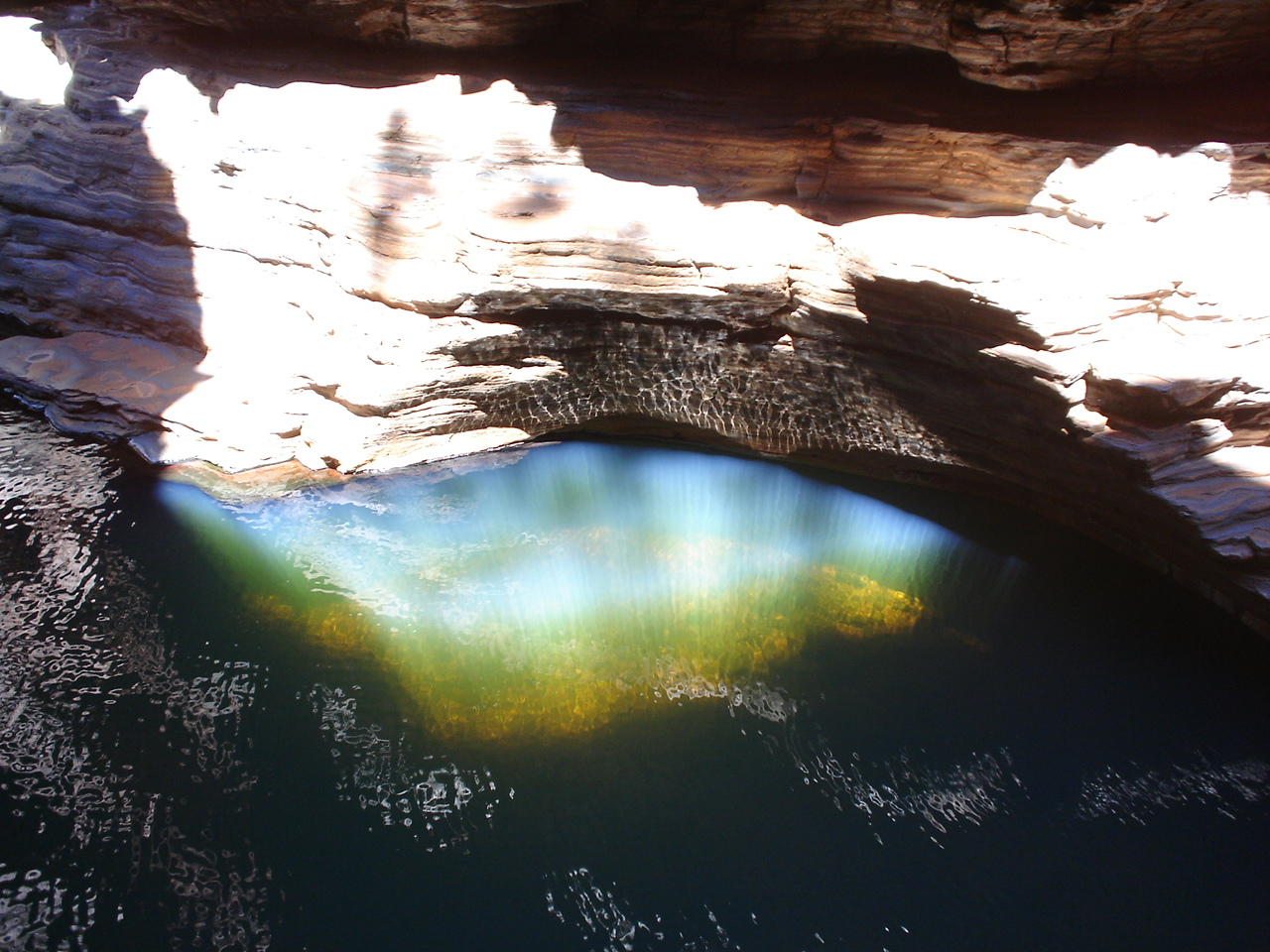
Piscina de las ranas. Parque Nacional Karijini.